# 闫集镇 (商丘市)
闫集镇，是中华人民共和国河南省商丘市睢阳区下辖的一个乡镇级行政单位，2013年撤乡设镇。

## 行政区划
闫集镇下辖以下地区：
夏庄村、何楼村、唐庄村、赫楼村、火庄村、周庄村、苏桥村、巴庄村、三关村、许营村、吴营村、王驸马村、敏周娄村、刘关庙村、洪庄村、东街村、赵口村、张碾道村、季营村、雷庄村、刘营村、耿楼村、段集村、周楼村、楚庙村、西街村和王魏村。